# Hymenaster roseus
Hymenaster roseus is een zeester uit de familie Pterasteridae.
De wetenschappelijke naam van de soort werd in 1907 gepubliceerd door René Koehler.